# Partido Socialista Democrático (Chile)
El Partido Socialista Democrático (PSD) fue un partido político chileno que existió entre los años 1959 y 1960. Se trataba de una facción disidente del Partido Socialista de Chile.

## Historia
La colectividad fue fundada el 11 de octubre de 1959 y dirigida por Florencio Galleguillos Vera, diputado socialista por la Séptima Agrupación Departamental, Segundo Distrito, de Santiago. Se autodefinía como un partido de izquierda moderado y lejano al concepto de lucha de clases impuesto por otros grupos políticos de su sector. Su directiva fundadora estuvo compuesta por Florencio Galleguillos Vera (presidente), Enrique Arriagada Saldías (vicepresidente) y Belmor Montenegro Godoy (secretario general).
Participó en las elecciones municipales de 1960, donde no consiguió elegir alcaldes ni regidores. Tras su derrota electoral, el partido se sumó a otros movimientos para fundar el Partido Democrático Nacional (PADENA).

## Resultados electorales

### Elecciones municipales
| Elección | Votos  | % de votos      | Regidores |
| -------- | ------ | --------------- | --------- |
| 1960     | 9218   | \| \| 0,78 % \| | 0/1558    |
|          | 0,78 % |                 |           |